# Jurgen Delnaet
Jurgen Delnaet (Gent, 1972) is een Vlaams acteur en theatermaker.

## Biografie
Delnaet doorliep zijn middelbare school aan het Don Boscocollege in Zwijnaarde. In 1999 behaalde hij het diploma van meester in de dramatische kunst aan de toneelafdeling Dora van der Groen van het Koninklijk Conservatorium Antwerpen. Sedertdien werkt hij voor verschillende Vlaamse theatergezelschappen, waaronder De Tijd, theaterMalpertuis, Laika, Martha! Tentatief, Bronks, deOnderneming, de Werf en vzw Twijfel.
Jurgen Delnaet nam ook enkele gastrollen in televisieseries als Heterdaad, Flikken, Witse en Vermist op zich. In 2008 speelde hij een hoofdrol in zijn eerste langspeelfilm, Aanrijding in Moscou. Daarin speelt hij Johnny, een 29-jarige vrachtwagenbestuurder, die door een aanrijding in de Gentse volkswijk Moscou in contact komt met Matty, een gescheiden vrouw met 3 kinderen (vertolkt door Barbara Sarafian).
In 2010 speelde hij opnieuw een belangrijke rol in de televisieserie Dubbelleven, als Johan Van Neygem, die een relatie begint met Karen Van Dijck (opnieuw gespeeld door Barbara Sarafian).
In 2015 speelt hij een hoofdrol in de serie Amigo's, als een crimineel die vrijkomt en daarna met mede ex-criminelen een restaurant start.
Jurgen Delnaet verloor in 2005 een vinger.
Vanaf 2023 is Delnaet artistiek coordinator van de opleiding Woordkunst aan het Koninklijk Conservatorium Antwerpen. Anno 2024 vertolkt hij de rol van Leo Martin in de "Gaston en Leo - Hommage musical".   